# Перевод
Перево́д — деятельность по интерпретации смысла текста на одном языке (исходном языке [ИЯ]) и созданию нового эквивалентного ему текста на другом языке (переводящем языке [ПЯ]).
Изначально существовал только ручной перевод (выполненный человеком). С XX в. существуют попытки автоматизировать перевод на естественных языках (машинный перевод (англ. MT — Machine Translation)) или использовать компьютеры в качестве вспомогательных средств при переводе (автоматизированный перевод (англ. CAT — Computer Aided/Assisted Translation).
Целью перевода является установление отношений эквивалентности между исходным [ИТ] и переводящим текстом [ПТ], в результате чего оба текста несут в себе одинаковые смыслы, исходя из культурных и узуальных особенностей языков, на которых они создаются. Среди основных факторов, влияющих на перевод, различают контекст, основные ярусы и грамматический строй ИЯ и ПЯ, традиции письменной и устной речи, фразеологические обороты и т. п.

## Письменный и устный перевод

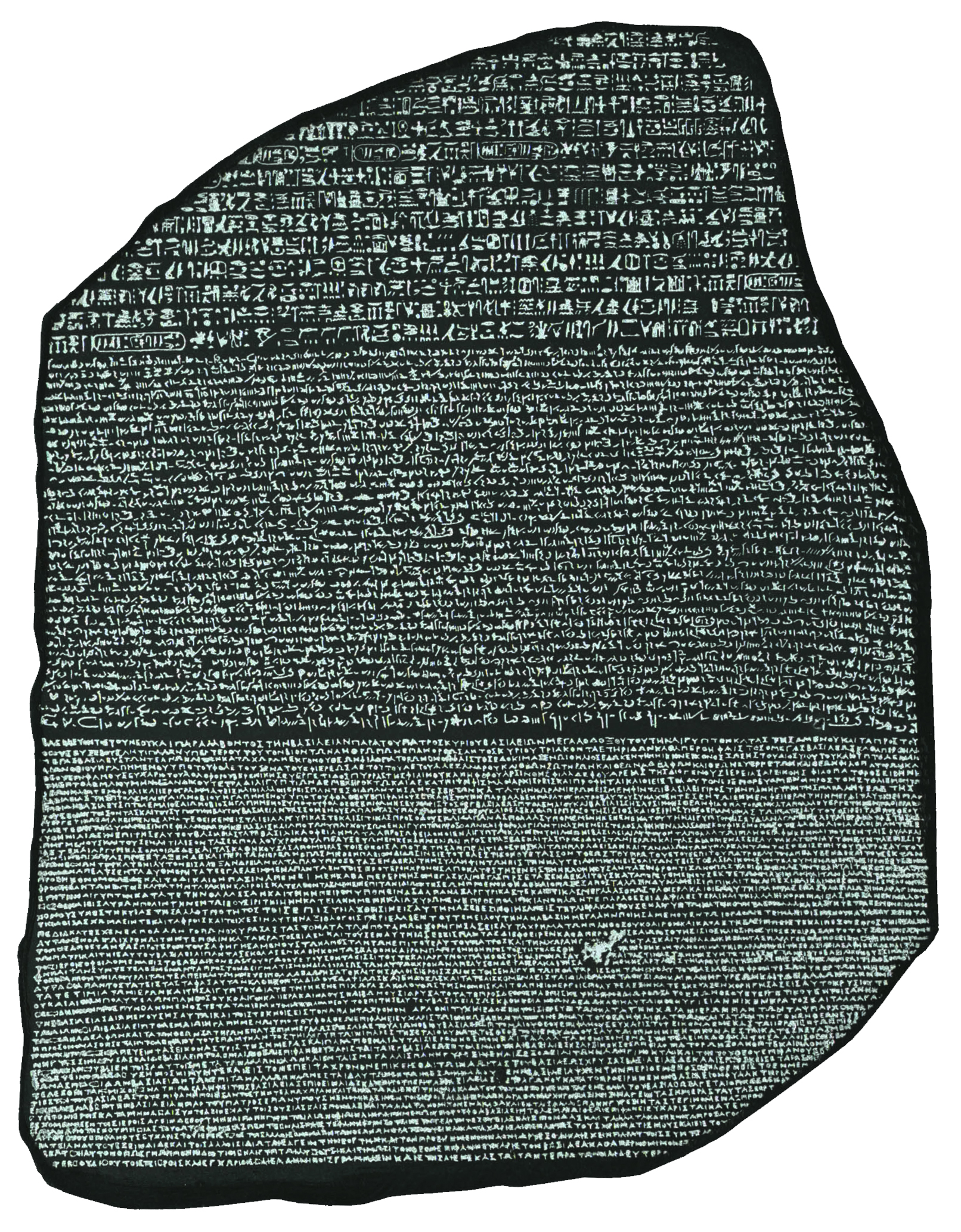
Розеттский камень

Переводческая деятельность подразделяется на два существенно отличающихся друг от друга типа перевода. Письменный перевод (translation) заключается в переносе смысла исходного текста в письменный текст на письменных или электронных носителях с учётом норм и особенностей письменной речи обоих текстов. Устный перевод (interpreting) имеет своей целью перенос смысла высказывания представителя культуры исходного языка в целевой язык с учётом характеристик устной речи обоих языков. Устный перевод подразделяют на синхронный и последовательный. Стоит отметить, что перевод языка жестов не принято относить к виду устного перевода.
Начало профессиональному последовательному переводу было положено в ходе Парижской мирной конференции в 1919—1920 годах. Первое исторически зарегистрированное широкое использование синхронного перевода произошло на Нюрнбергском процессе 20 ноября 1945 — 1 октября 1946 годов. В дальнейшем он стал основным видом устного перевода в ООН.
Изобретение компьютера способствовало созданию электронных словарей, а позже — программ автоматизированного перевода. Перевод, выполненный с их помощью, не включает передачу семантической и вытекающей из неё эмоциональной стороны текста. Проблематика подобных вспомогательных инструментов переводчика сходна с самообучаемостью искусственного интеллекта. Тем не менее, подобные инструменты незаменимы в переводческой деятельности, особенно в крупных переводческих агентствах. Также существуют онлайн-сервисы по автоматическому переводу отдельных слов, предложений и целых фраз (такие, как Google Translate), которые построены на статистической информации о переводе отдельных фраз людьми.
Услуги переводческих агентств достаточно востребованы в большинстве стран мира, так как потребность в переводе существует во многих сферах человеческой деятельности. Таким образом, перевод обеспечивает техническую, деловую, туристическую, повседневную области и помогает в преодолении языкового барьера миллионам жителей нашей планеты на каждодневной основе.

## История перевода

### Армения

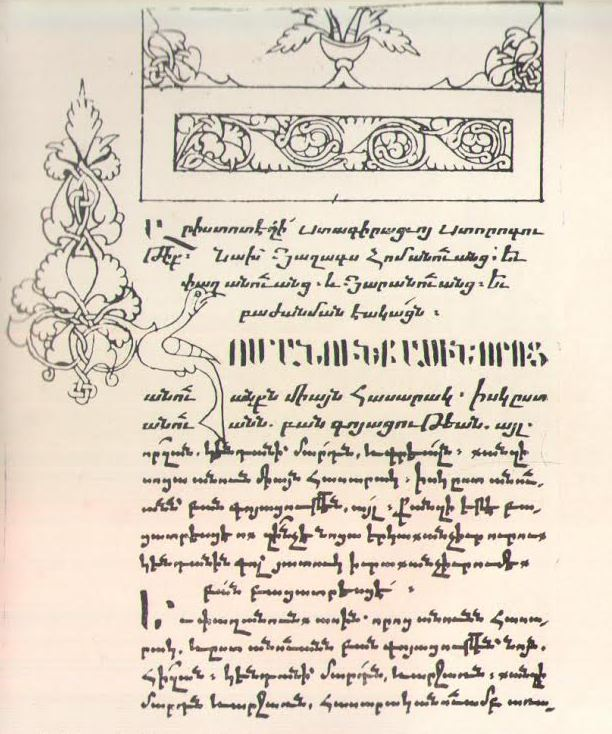
Армянский перевод «Об истолковании» Аристотеля. Датируется между V—VII веками. Грекофильская школа

С начала V века в Армении начинается бурное переводческое движение. Период с 406 до 460 годов принято назвать «классическим» или «догрекофильским». Переводческая техника этого времени ad sensum, когда выполнялся подлинный, но не буквальный перевод. Были осуществлены переводы в основном религиозного характера, хотя были и исключения, например «Церковная История» Евсевия Кесарийского. Был осуществлен перевод Библии, трудов Афанасия Александрийского, Василия Кесарийского, Иоанна Златоуста, Кирилла Александрийского, Ипполита Римского и других. Следующий этап в истории армянского перевода — т. н. «грекофильский», охватывает время с середины V до начала VIII века. Его техника verbum e verbo — дословный перевод. Переводчики переходят на более дидактические и философские труды. В армянском языке создаются новые слова, приставки и термины, греческие грамматические конструкции, и т. д. В этот период были переведены Аристотель, Платон, Порфирий, Филон Александрийский, Гален, Папп Александрийский, Эзоп, Немезий, Григорий Нисский и другие. В X веке с арабского языка были переведены некоторые произведения позднее вошедшие в сборник «Тысяча и одна ночь», в XI веке с оригинала был переведен «Начала» Евклида. После относительного упадка VIII—XI веков переводческое дело снова возрождается особенно в Киликийском армянском царстве и в среде армянских униатов. Из киликийских переводов наиболее примечательны «Хроника» Михаила Сирийца, переводы правового, медицинского и др. характера. Следующий этап в арменистике принято назвать «униторским», он охватывает XIV век. Тогда на армянский были переведены труды Фомы Аквинского, Альберта Великого, Бенедикта Нурийского, Григория Великого и других. В XVII—XVIII веках переводилась большое количество памятников европейской научной и художественной литературы.

### Арабские страны
Арабское переводческое движение возникло в начале IX века. Было переведено большое количество трудов классической литературы, особенно в области математики, медицины, астрологии и астрономии.

### Россия
Истоки российской истории перевода, запечатленной в письменных памятниках, относятся к поре принятия христианства и появления на Руси письменности. Как и у всех европейских народов, абсолютным приоритетом начиная с X века пользуется теория пословного перевода, основанная на иконическом восприятии словесного знака и особом статусе Библии.
Первый полный перевод Библии с латинской Вульгаты на старославянский язык выполнил в XV веке новгородский толмач Дмитрий Герасимов.
В XVI веке происходит утверждение грамматической концепции перевода, и связано оно с деятельностью Максима Грека — учёного  который стал крупнейшим деятелем книжного просвещения на Руси.
Технология перевода значительно усовершенствовалась при Петре I (XVIII век), так как многие научные и технические книги были иноязычными.
До XIX века переводчики практиковали методы, позволявшие приукрашивать текст, убирать некоторые моменты, давать другие имена персонажам (вместо Мэри — Маша).
В конце XIX — начале XX веков сложилась культура переводов так называемых буквалистов, которые ставили во главу угла правильно понятую точность и верность подлиннику. Эти два принципа стали железным законом переводчиков, надежной гарантией от возврата к украшательству, процветавшему до них. Однако в 1930-х годах и эта школа оказалась раскритикована группой, во главе которой стоял Иван Кашкин. Они утверждали, что буквалисты, передавая слова языка, не передают слога автора, атмосферу книги, потому что слог можно передать только равноценными средствами другого языка, а не копией. Поэтому текст от этого теряет образность, живость, не захватывает читателя. Статус переводчика как профессионала и носителя высокой культуры сложился именно в советскую эпоху. За десять лет после войны вместо отдельных именных школ возникло, по сути, профессиональное сообщество. Немалую роль в этом, несомненно, сыграло плановое хозяйство: утверждённый список переводимых авторов, утверждённый объём, утверждённые тиражи, утверждённые сроки — под это требовались утверждённые люди в утверждённом количестве и с утверждённой зарплатой. В 70-е годы на смену именным переводческим школам пришли инициативные группы. Такой группой была, например, славянская редакция и редакция литературы Испании, Португалии и стран Латинской Америки в издательстве «Художественная литература». В 90-е годы из-за развала СССР в область пришло много дилетантов, вследствие чего качество перевода многих книг не соответствовало существовавшим ранее критериям качества — с учётом высокой конкуренции на рынке переводчиков и небольших окладов за работу часто берутся непрофессионалы.

### Западная Европа
В XIV веке осуществлён первый случай перевода научной книги на народный язык (с латинского на исландский) — такой книгой стало руководство по арифметике англичанина Джона Холивуда.

## Процесс перевода
В процессе перевода, вне зависимости от его формы (устной или письменной), можно выделить следующие базовые этапы:
1. декодирование или понимание (чтение, слушание) текста на исходном языке (ИЯ);
2. непосредственно перевод;
3. кодирование (запись, произнесение) полученного текста на языке перевода (ПЯ)

Чтобы декодировать смысл текста, переводчик должен в первую очередь определить единицу перевода, то есть сегмент текста (слово, фраза, одно или несколько предложений), который будет рассматриваться как единица смысла. Нередко требуется перевод и на уровне фонем (ниже уровня слова), и на уровнях выше абзаца (сложного синтаксического целого (ССЦ)).
За этой процедурой стоит комплексная мыслительная операция. Чтобы декодировать полный смысл исходного текста, переводчик должен сознательно и методично интерпретировать и анализировать все его особенности. Этот процесс требует знаний лексики и грамматики ИЯ.
Переводчик должен хорошо владеть ПЯ для того, чтобы уметь правильно декодировать смысл.
Именно здесь проявляются практические различия между устным и письменным переводом. Переводчики знают, что письменный текст достаточной сложности (например, художественный) должен переводить носитель ПЯ. Дело в том, что не только специалист, но и любой подготовленный читатель легко распознает перевод на родной язык, выполненный иностранцем.
Обратная ситуация наблюдается в устном переводе (достаточной сложности — синхронный или последовательный перевод). В этом случае переводчику удобнее работать на иностранный язык. Нередко оба участника двусторонней встречи приходят на переговоры с персональным переводчиком, задачей которого является возможно более полная передача слов докладчика на ПЯ. Это явление обычно объясняется тем фактом, что, переводя на неродной язык, переводчик автоматически пользуется заученными конструкциями, а при переводе на родной теряется в многообразии возможных вариантов и бывает вынужден остановиться на решении, далёком от оптимального.
Чрезвычайно важно знание предмета, о котором идет речь в тексте.
В последние годы благодаря исследованиям когнитивной лингвистики был сделан значительный шаг в понимании мыслительной стороны процесса перевода.

## Качество перевода
Целью перевода является установление отношений эквивалентности между ИТ и ПТ; говоря иначе, оба текста несут в себе одно и то же сообщение; несмотря на самые разные препятствия, которые переводчику приходится преодолевать, удачным считается тот перевод, который соответствует
двум критериям:
- точность (достоверность) — характеризуется тем, насколько точно перевод передает смысл исходного текста; делает ли он это, прибавляя или вычитая что-либо из смысла, усиливая или ослабляя какие-либо элементы смысла.
- прозрачность — здесь речь идет о мере, в которой перевод воспринимается носителем языка не как перевод, а как оригинальный текст на переводящем языке, соответствующий грамматическим, синтаксическим и идиоматическим нормам языка.

Перевод, который соответствует первому критерию, можно назвать «верным переводом»; перевод, отвечающий второму критерию, характеризуется как «идиоматический перевод».
Используемые критерии оценки достоверности перевода различаются в зависимости от тематики текста, точности содержания оригинала, типа, функции и использования текста, его литературных качеств, социального и исторического контекста.
Критерии оценки прозрачности перевода кажутся более простыми: неидиоматический перевод неблагозвучен, а в процессе пословного перевода, который осуществляют многие системы машинного перевода, часто получается несвязный текст.
Тем не менее в определённых ситуациях переводчик может сознательно осуществлять буквальный перевод. К примеру, переводчики художественной литературы и религиозных текстов часто максимально придерживаются исходного текста. Для этой цели они намеренно «растягивают» границы переводящего языка, производя неидиоматический текст.
Понятия точности и прозрачности рассматриваются в современных теориях перевода по-разному. Идея, что приемлемый перевод должен сохранять идиостиль ИТ, доминирует в некоторых культурах.
Понятия точности и прозрачности остаются ключевыми на Западе. Не всегда они имеют такой статус в других культурах. Например, индийский эпос Рамаяна имеет множество версий на различных языках Индии, и истории часто сильно отличаются друг от друга. Если обратить внимание на слова, используемые для перевода в языках Индии (индоарийских или дравидийских), становится очевидной та свобода, которую получает переводчик.
При необходимости оценить, насколько переводчик будет соответствовать этим критериям, один из вариантов — проанализировать его ключевую философию. Философия может отражаться отдельными страницами (миссия, ви́дение, ценности), но есть вероятность, что этот текст выполняет лишь эстетическую функцию. Более надежно, когда «философия» отражается в обращениях, проходит через документы и т. п. Самый лучший вариант — рекомендации.

## Проблемы перевода
Перевод сложен как вид деятельности сам по себе. Более того, на практике переводчик должен преодолевать множество препятствий, которые ещё больше усложняют процесс перевода.

### Проблемы исходного текста
- Исходный текст не является окончательным и переписывается в то время, когда производится перевод;
- Текст написан неразборчиво;
- Текст содержит орфографические ошибки;
- Текст является лишь отрывком;
- Текст неудачно составлен;
- Отсутствующие ссылки в тексте (например, переводчик должен перевести заглавия или подписи к отсутствующим фотографиям);

### Буква или дух
Важной проблемой перевода является вопрос, стоит ли переводчику придерживаться духа, атмосферы книги или переводить всё в точности как в оригинале, буквально (в английском у этих понятий есть термины fidelity и faithfulness — «точность, верность передачи» и transparency — «прозрачность, ясность»). Эта проблема тесно связана с вопросом об измеримости и определении критериев качества перевода и его близости оригиналу. Сюда также включается вопрос о степени свободы переводчика (то есть в рамках какой длины текста он имеет право переводить и не может выйти, своеобразный атомарный объект перевода — словосочетание, часть фразы, фраза или абзац).

### Проблема непереводимости, социокультурная составляющая
Часто идут споры о том, являются ли определённые слова непереводимыми. Время от времени составляются перечни таких слов. Часто в эти списки включается португальское слово (встречающееся также и в испанском) saudade, являющееся примером сложно переводимого слова. Оно переводится буквально как «горестное стремление» или «печальная жажда», но имеет некоторые нюансы, которые сложно включить в перевод: это слово имеет позитивную оценку, что представляет собой тонкость, теряющуюся в переводе. Некоторые слова вызывают затруднения при переводе, если переводчик стремится оставаться в одной и той же грамматической категории. Так, в других языках сложно найти слово, соответствующее русскому «почемучка» или слову языка идиш שלימזל‎ («шлимазл»), но, к примеру, в английском языке удачными соответствиями являются прилагательные inquisitive («любознательный») и jinxed («невезучий, проклятый, под сглазом»).
Лингвисты изучают загадочные слова с локальными оттенками и зачастую называют их «непереводимыми», но в действительности слова с такой культурной окраской переводятся наиболее легко — даже легче, чем такие универсальные понятия, как «мама». Это объясняется тем, что существует определённая переводческая практика сохранения таких слов в переводящем языке; в этих целях можно прибегать к заимствованию слова, если его ещё нет в языке перевода. Так, к примеру, в меню французского ресторана в Англии будет скорее написано Pâté de foie gras («паштет фуа-гра»), чем Fat liver paste (букв. «жирная печёночная паста»), несмотря на то, что это было бы удачным эквивалентом. Всё же вместо этого в большинстве случаев по-английски будет написано foie gras pâté. В некоторых случаях нужна лишь транскрипция: японское слово わさび («васаби») транскрибируется на английском как wasabi. Приемлемо приводить краткое описание или какое-либо параллельное понятие: «васаби» можно перевести на английский как Japanese horseradish («японский хрен»).
Чем более ощутима специфическая культурная окраска слова, тем легче его переводить. Например, название какого-нибудь малоизвестного населённого пункта, такого, как Евроа в Австралии, передаётся как Euroa на любом языке с письменностью на основе латинского алфавита, но иногда нужно учитывать и другие варианты: Zaragoza может передаваться как Saragossa, Saragosse и т. д. Ещё один пример: Китай (кит. 中国) на английском передаётся как China, но иначе на других языках: Cina, Chine и т. д.
Труднопереводимые слова часто оказываются небольшими, очень употребительными словами. Например, все значения английского глагола «to get» занимают почти 7 колонок во французско-английском словаре «Robert-Collins». Это же касается простых на первый взгляд, распространённых слов, таких, как «go» (7 колонок), «come» (4,5 колонки) и т. д.
Культурные аспекты могут сделать перевод проблематичным. Возьмём, к примеру, слово «хлеб». На первый взгляд, оно очень простое, указывает в повседневном употреблении на лишь один определённый предмет, и кажется, что у этого слова есть полные соответствия в других языках. Но если попросить описать или нарисовать русского, француза и китайца соответственно хлеб, du pain и 包 (bāo), то будут получены довольно разные результаты. Какие он имеет размеры? Насколько он хрустящий? Сладкий ли он? Продаётся ли он нарезанным? Где его можно достать? Люди разных культур будут рисовать в своём воображении совершенно разные вещи.
Особенно трудно поддаются переводу культурные понятия исходного языка, отсутствующие в целевом языке. Примером может быть английское слово privacy, означающее широкий круг культурных и юридических понятий, связанных с приоритетным положением личности в цивилизациях западного типа. Перевести это слово, например, на русский очень трудно просто из-за отсутствия соответствующего понятия в русской культурной традиции.
Проблема часто состоит в неспособности отличить перевод и поиск словарных соответствий. Словарные соответствия можно найти в словаре, где даны краткие (обычно состоящие из одного слова) эквиваленты каждого слова. Перевод представляет собой декодирование смысла и цели высказываний на уровне текста (не на уровне слов или предложений) и последующее кодирование смысла и цели текста в переводящем языке. Слова, подобные saudade и שלימזל, сложно передать одним-единственным словом в других языках, но два или более слова могут достаточно адекватно передать нужный смысл. Слово «хлеб» имеет больше шансов считаться непереводимым хотя бы потому, что мы часто прибегаем к выражениям «французский хлеб», «китайский хлеб», «алжирский хлеб» и т. д. Мы полагаемся на то, что адресатам нашего текста известно, что представляют собой эти вещи.
В одном языке могут существовать такие понятия, которые не существуют в другом. Например, оба французских слова tutoyer и vouvoyer («тыкать» и «выкать») можно перевести на английский как to address as «you» («называть на „ты“»), так как английское местоимение второго лица единственного числа thou («ты») является устаревшим, а you, соответственно, переводится как «вы». С другой стороны, в зависимости от контекста значение французского слова tutoyer или испанского tutear может переводиться на английский как to be on first-name terms with («перейти на имена», «хорошо знать кого-либо»).
Также оказываются важными различные степени детализации предмета, имевшегося в виду. Что может означать английское слово there («там» в разных значениях)? Даже если отвлечься от таких идиоматических употреблений, как в выражении «There, there, don’t cry» («Ну, ну, не плачь»), то можно выявить много возможных вариантов. На испанский язык слово there (там) можно перевести как ahí, но при этом подразумевается, что предмет находится не очень далеко; если предмет находится достаточно далеко, то носитель испанского языка употребит слово alli, если только слово не подразумевает указания «вон там». Тогда от испанца можно ожидать слова alla. Всё наоборот в разговорном французском языке: все три испанских слова, обозначающие «там», и понятие «здесь» всё чаще выражаются в слове là. Но как тогда определить, где находится предмет?
Кроме того, камнем преткновения зачастую являются:
- Диалектные слова и неологизмы;
- непояснённые акронимы и аббревиатуры;
- непонятный жаргон.

Со временем культуры и язык меняются, следовательно, и переводы теряют свою актуальность и устаревают.

## Претензии к переводу
Важной проблемой при переводе является логическая связность текста. Например, оригинал рассказа написан на английском языке, и действие происходит в англоязычной стране. При переводе на другой язык некоторые высказывания, вроде вопроса «Do you speak English?», могут терять логику: перевести ли этот вопрос «Вы говорите по-английски?» или «Вы говорите по-русски?»?. В обоих вариантах ответ будет противоречив: если он будет утвердительным, то первый вариант перевода будет подразумевать: «Да, я говорю на этом языке, но мы говорим сейчас с вами на другом языке, и ваш вопрос не несёт никакой смысловой нагрузки». Во втором варианте будет воспринято примерно следующее: «Да, мы с вами в англоязычной стране, но все, включая меня, говорят по-русски».
Этот вопрос разрешается следующим образом. Во-первых, такого рода ситуации редко возникают в реальной жизни; если же такое случается, то переводчик может избежать проблемы, переведя фразу так: «Вы говорите на моём языке?» или «Вы понимаете, что я хочу сказать?» Во-вторых, читатель, например, Агаты Кристи, описывающей убийство в английском поместье, скорее всего понимает, что персонажи в оригинале говорят на английском.
Таким образом, одно из основных правил в переводе — «придерживаться контекста».
Другая серьёзная проблема перевода — толкование перевода как процесса записи на одном языке того, что прочитано переводчиком на другом. Как можно ожидать, что переводчик совершенно точно поймет автора оригинала? Переводчик проделывает серьёзную работу, но за удачное произведение хвалят автора; можно ли считать перевод из какого-либо писателя произведением этого писателя? Можно ли назвать перевод «легальным плагиатом»? Перевод может сильно отличаться от оригинала: так, одного из героев произведения «Автостопом по галактике» (в другом переводе — «Путеводитель для путешествующих по галактике автостопом») Дугласа Адамса зовут Zaphod Beeblebrox. Но Жан Боннфуа, переводивший Адамса на французский, посчитал, что лучше назвать героя Zapi Bibici. Это не столь существенно для сюжета произведения, но бросается в глаза, к тому же автор часто не одобряет подобные вольности. Множество таких незначительных изменений превращает перевод в адаптированный текст.
Для избежания проблем с переводом необходим ряд мероприятий:
1. использовать единые слова при переводе (не использовать ряд синонимических форм для одного и того же слова);
2. адаптировать текст к аудитории;
3. формировать базу знаний;
4. составить словарь терминов, которые должны переводиться определённым образом;
5. сотрудничать с одним переводчиком, который понимает стиль изложения и вникает в суть перевода.

## Требования к услугам перевода
ISO 17100 — стандарт на услуги перевода, который предусматривает требования к основным процессам и ресурсам перевода, касающимся качества и выполнения переводческого проекта.

## Международная федерация переводчиков
Международная федерация переводчиков (FIT) объединяет более 100 национальных ассоциаций переводчиков всего мира, в том числе Союз переводчиков России. Задачей FIT является развитие профессионализма и защита прав переводчиков и терминологов, улучшение условий их труда, а также содействие свободе слова. FIT поддерживает консультативные отношения с ЮНЕСКО.
В 1991 году FIT провозгласила 30 сентября (День Святого Иеронима, традиционно считающегося покровителем переводчиков) Международным днём переводчиков.

## Правовые аспекты
Перевод, представляющий собой разновидность производного произведения, является объектом авторского права. Основные законодательные положения о переводе, связанные с авторским правом, закреплены в статье 1260 ГК РФ.
Авторские права на перевод принадлежат переводчику. Переводчик осуществляет свои авторские права при условии соблюдения прав авторов произведений, использованных для создания производного произведения. Таким образом, перевод может использоваться автором перевода лишь с согласия обладателя авторских прав на первоначальное произведение. Согласие на перевод может быть получено как до, так и после создания такого перевода.
Авторские права на перевод возникают по общим правилам возникновения авторских прав: с момента создания произведения (то есть с момента придания произведению объективной формы). При отсутствии согласия на использование путём перевода оригинального произведения, авторские права на перевод, всё равно, возникают и существуют, но становятся «парализованными». Таким образом, авторские права переводчика охраняются как права на самостоятельные объекты авторских прав независимо от охраны прав авторов произведений, на которых основано производное произведение.
Авторские права на перевод не препятствуют другим лицам переводить либо перерабатывать то же оригинальное произведение.
Некоторые переводы не являются объектами авторского права (пп. 1 п. 6 ст. 1259 ГК РФ). Это официальные переводы официальных документов государственных органов и органов местного самоуправления муниципальных образований, в том числе законы, другие нормативные акты, судебные решения и иные материалы законодательного, административного и судебного характера, а также официальные переводы официальных документов международных организаций.
Авторский перевод (автоперевод) — перевод, сделанный самим автором оригинального произведения.
Авторизованный перевод — перевод, сделанный с согласия автора, или даже просмотренный и одобренный им.